# HK MSG90
Le HK MSG90 E est un fusil de précision commercialisé par la firme allemande Heckler & Koch (HK).
C'est une version militaire, plus simple et moins couteuse du HK PSG1, destiné principalement à la Police.

## Fiche technique
- Date de fabrication : 1987
- Type : Fusil de précision
- Concepteur : Heckler & Koch
- Pays :  Allemagne
- Mécanisme : arme semi-automatique, culasse retardée
- Calibre : .308 Winchester (7,62mm OTAN)
- Longueur : 1 165 mm
- Capacité du chargeur : 5 – 20 cartouches
- Masse à vide : 6,4 kg
- Masse des accessoires :
  - Bipied : 0,75 kg
  - Chargeur vide : 0,104 - 0,14 kg
  - Optique conseillée par HK : 0,75 kg
- Lunette à grossissement standard : x 10 (ou autres aux normes OTAN)
- maximum range : 1200 m

## Diffusion
Il est produit sous licence par les Pakistan Ordnance Factories (Pakistan) comme PSR-90 et le Districto Industrial Militar (Mexique).

### Sources
Cet article est issu de la lecture des revues spécialisées de langue française suivantes :
- Cibles ;
- Gazette des armes ;
- Action Guns ;
- Raids ;
- Assaut.